# Corinne Raux
Corinne Raux (* 16. August 1976 in Combourg) ist eine ehemalige französische Langstreckenläuferin und Duathletin. Sie ist Duathlon-Weltmeisterin (2002) und Olympionikin (2004).

## Werdegang
Die mehrfache französische Langstrecken-Meisterin Corinne Raux startete erstmals 2000 im Duathlon und sie wurde 2002 in den Vereinigten Staaten Duathlon-Weltmeisterin.
2003 gewann sie den Mont-Saint-Michel-Marathon und wurde Dritte beim Paris-Marathon.
Im August startete sie für Frankreich in Athen bei den Olympischen Sommerspielen und belegte im Marathon den fünfzehnten Rang.
Seit 2015 tritt sie nicht mehr international in Erscheinung.
Corinne Raux lebt in der Bretagne in Le Barbais.

## Sportliche Erfolge
| Datum/Jahr    | Rang | Wettbewerb                               | Austragungsort       | Distanz      | Zeit    | Bemerkung                                                  |
| ------------- | ---- | ---------------------------------------- | -------------------- | ------------ | ------- | ---------------------------------------------------------- |
| 25. Juni 2005 | 1    | Corrida de Langueux                      | Langueux             | 10 km        | 33:52   | Straßenlauf 10 km                                          |
| 19. Juni 2005 | 1    | Marathon de la Baie du mont Saint-Michel | Le Mont-Saint-Michel | Marathon     | 2:40:30 | [ 2 ]                                                      |
| 10. Apr. 2005 | 5    | Paris-Marathon                           | Paris                | Marathon     | 2:28:48 | persönliche Marathon-Bestzeit                              |
| 22. Aug. 2004 | 15   | Olympische Sommerspiele 2004             | Athen                | Marathon     | 2:35:54 |                                                            |
| 4. Apr. 2004  | 3    | Paris-Marathon                           | Paris                | Marathon     | 2:29:19 | Corinne Raux qualifizierte sich für die Olympischen Spiele |
| 22. Juni 2003 | 1    | Marathon de la Baie du mont Saint-Michel | Le Mont-Saint-Michel | Marathon     | 2:37:51 |                                                            |
| 18. Mai 2003  |      |                                          | Chassieu             | Halbmarathon | 1:11:39 | persönliche Bestzeit                                       |

| Datum/Jahr    | Rang | Wettbewerb                       | Austragungsort | Zeit     | Bemerkung                                                           |
| ------------- | ---- | -------------------------------- | -------------- | -------- | ------------------------------------------------------------------- |
| 31. Aug. 2003 | 7    | ITU Duathlon World Championships | Affoltern      | 02:18:03 | Duathlon-Weltmeisterschaft                                          |
| 20. Okt. 2002 | 1    | ITU Duathlon World Championships | Alpharetta     | 01:52:36 | Duathlon-Weltmeisterin                                              |
| 14. Apr. 2002 | 3    | Duathlon de Belfort              | Belfort        | 01:40:16 | Grand Prix FFTri (5,4 km Laufen, 30 km Radfahren und 5,4 km Laufen) |
| 16. Sep. 2001 | 12   | ITU Duathlon World Championships | Rimini         | 02:07:12 | Duathlon-Weltmeisterschaft                                          |
| 2000          | 22   | ITU Duathlon World Championships | Calais         |          | Duathlon-Weltmeisterschaft                                          |